# Ols-et-Rinhodes
 Ols-et-Rinhodes  là một xã ở tỉnh Aveyron, thuộc vùng Occitanie ở miền nam nước Pháp.